# Huelva
Huelva er en by og kommune i det sydvestlige Spanien i provinsen Huelva. Den har et indbyggertal på 143.290 (2024) indbyggere. Byen er hovedbyen i provinsen af samme navn og ligger ved kysten til Atlanterhavet, og tæt ved grænsen til nabolandet Portugal.
Huelva er hjemby for Spaniens ældste fodboldklub, Recreativo de Huelva.